# Hrvatski herceg
Hrvatski herceg (lat. dux Dalmatiae et Croatiae, dux totius Sclavoniae), uvriježen prijevod latinskog naslova dux kojom se od vremena dinastije Arpadovića označavao kraljev namjesnik u hrvatskim zemljama. Od vladavine dinastije Arpadović herceg je zamjenik vladara (vicarius regis) u Hrvatskoj i potpuno mu je ravnopravan. Ponekad je ban istovremeno bio i herceg. U pravilu bio je član kraljevske dinastije (kraljev sin ili brat), a kada nije bilo hercega od kraljevskog roda, onda bi vrhovnu upravu nad čitavim hrvatskim kraljevstvom preuzeo slavonski ban.

## Uprava i ovlasti
Godine svoga vladanja računao je kao kralj, a imao je i čitav dvor te zasebnu dvorsku kancelariju s kancelarom na čelu. Stolovao je u Zagrebu, Kninu i Zadru, a kasnije i u Bihaću.
Herceg je vršio u Hrvatskoj sve kraljevske ovlasti pa je tako namiještao banove, sazivao sabore, dodjeljivao plemstvo, potvrđivao privilegije, zapovijedao vojskom, sudio i imao pravo kovati vlastiti novac.

## Naslov
U dokumentima se naziva dux totius Sclavoniae, što označava ujedno i Kraljevstvo Hrvatske i Dalmacije i dukat Slavonije koja se pravno nalazila u okviru rečenog kraljevstva. Unatoč tome, katkad se upotrebljavao i puniji naslov, dux totius Sclavoniae, Croatiae et Dalmatiae. Također, u nekim ispravama i dokumentima primjetno je da se hrvatski herceg naslovljava kao dux Dalmacie atque Croatie. Budući da je bio ravnopravan ugarskom kralju i upravljao Hrvatskom posve samostalno, u izvorima se oslovljava s "božjom milošću" (dei gratia) "herceško veličanstvo" (ducalis maiestas).
Godine 1198. ugarski kraljević Andrija Arpadović naziva se dux Dalmacie, Chroacie Chulmeque, da bi njegov sin Bela nosio 1222. godine naslov dux totius Slavonie. Belin brat Koloman nosio je od 1226. godine naslov dux Dalmatie atque Croatie (do 1228.), a od 1229. dux totius Sclavonie.

## Novac
Upravna odvojenost srednjovjekovne Slavonije od Ugarske za vladavine Arpadovića očitovala se i u pravu kovanja vlastitog novca, koji se od hercega Andrije nazivao frizatik, a od hercega Kolomana banski denar (denarius banalis) ili banovac.
Kovnica se isprva nalazila u Pakracu, a kasnije u Zagrebu, u razdoblju od 1235. do 1384. godine.

## Hrvatski hercezi
- Almoš Arpadović (o.1095. – 1115.)

...
- Stjepan (III.) Arpadović (1141. – 1162.)
- Bela (III.) Arpadović (1162. – 1172.)

...
- Emerik Arpadović (1194. – 1196.)
- Andrija (II.) Arpadović (1197. – 1205.)

...
- Bela (IV.) Arpadović (1220. – 1226.)
- Koloman Arpadović (1226. – 1241.)
- Dionizije od Turja (1242. – 1245.)
- Stjepan (V.) Arpadović (1245. – 1260.)
- Bela Arpadović (1261. – 1269.)
- Ladislav Arpadović (1270. – 1272.)
- Stjepan Postum Arpadović (1270. – 1271.)

...
- Andrija Arpadović (1274. – 1278.)

...
- Elizabeta Kumanka (1280. – 1283.)

...
- Tomasina Morosini (o. 1290. – 1297.)
- Albertin Morosini (1297. – 1301.)

...
- Stjepan Anžuvinac (1349. – 1354.)
- Margareta Bavarska (1354. – 1356.)
- Ivan Anžuvinac (1356. – 1360.)

...
- Karlo Drački (1369. – 1376.)

...
- Ivaniš Korvin (1490. – 1497.)